# مايكل فان جيروين
مايكل فان جيروين (بالهولندية: Michael van Gerwen)‏ (و. 1989  م) هو لاعب دارت هولندي، ولد في بوكستل.

## روابط خارجية
- مايكل فان جيروين على موقع DartsDatabase.co.uk (الإنجليزية)